# رتنبورگ اب در تاوبر
شهر رتنبورگ اُب در تاوبر (به آلمانی: Rothenburg ob der Tauber) در ایالت بایرن در کشور آلمان واقع شده‌است.

## نگارخانه

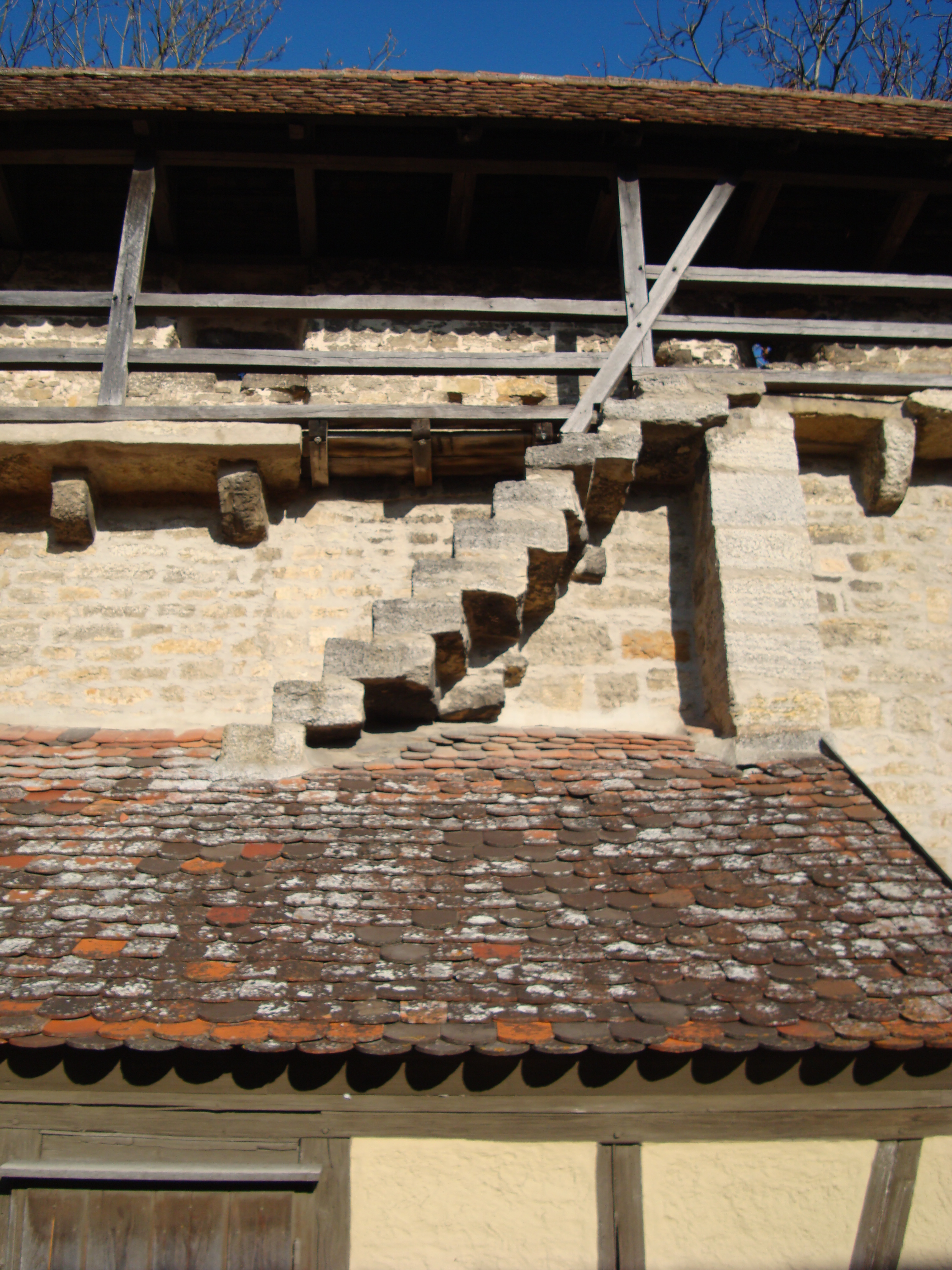
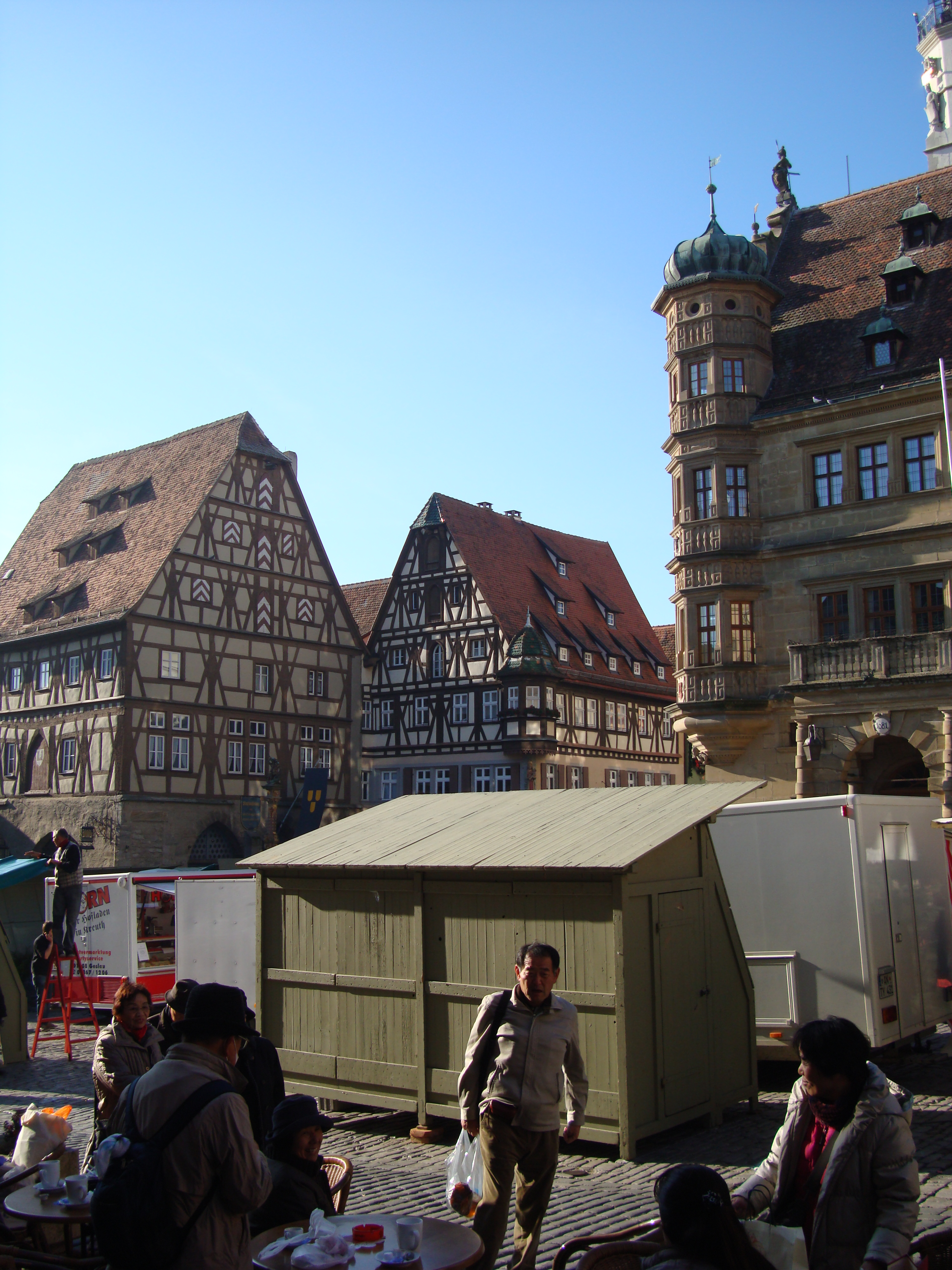
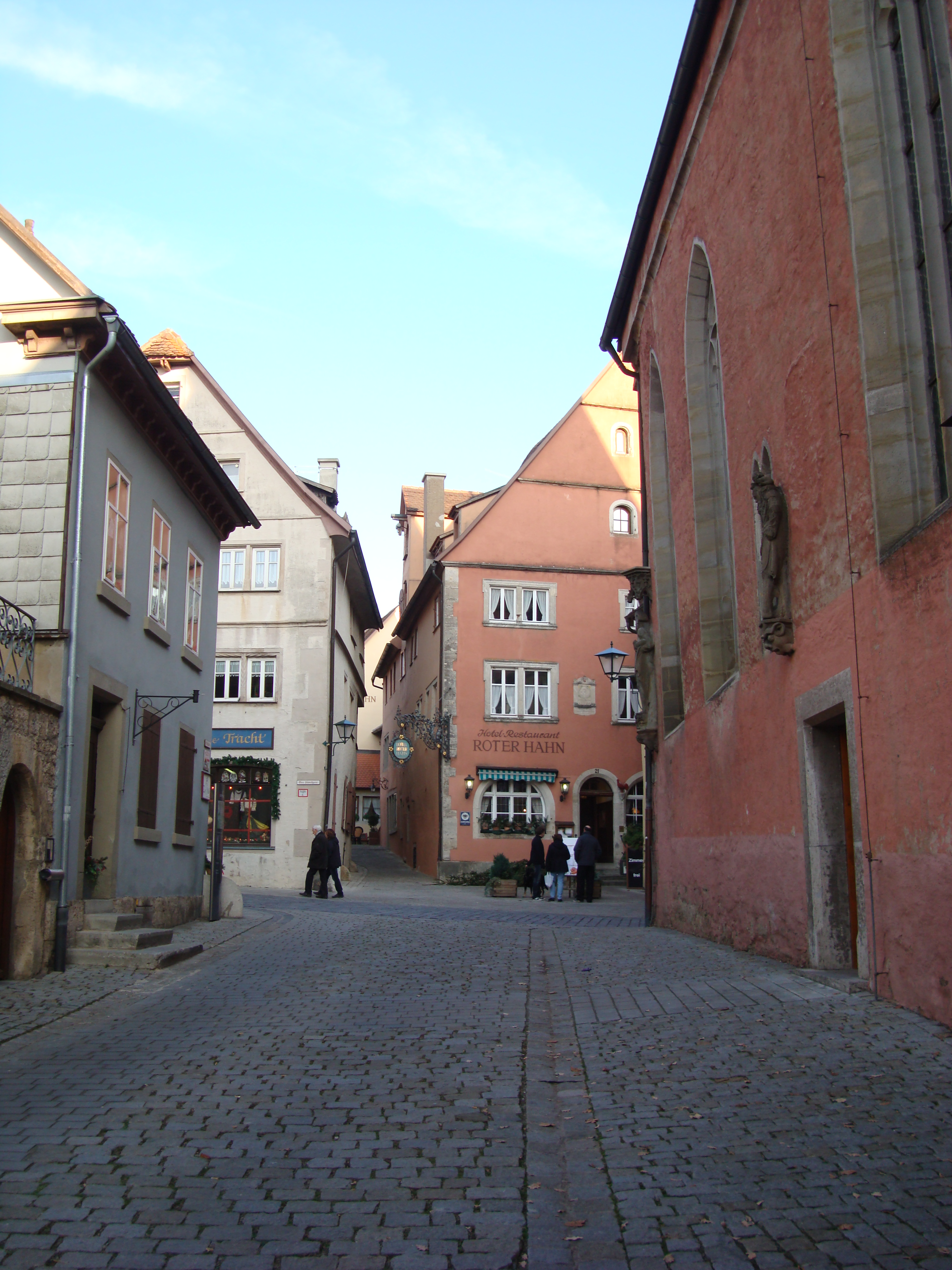
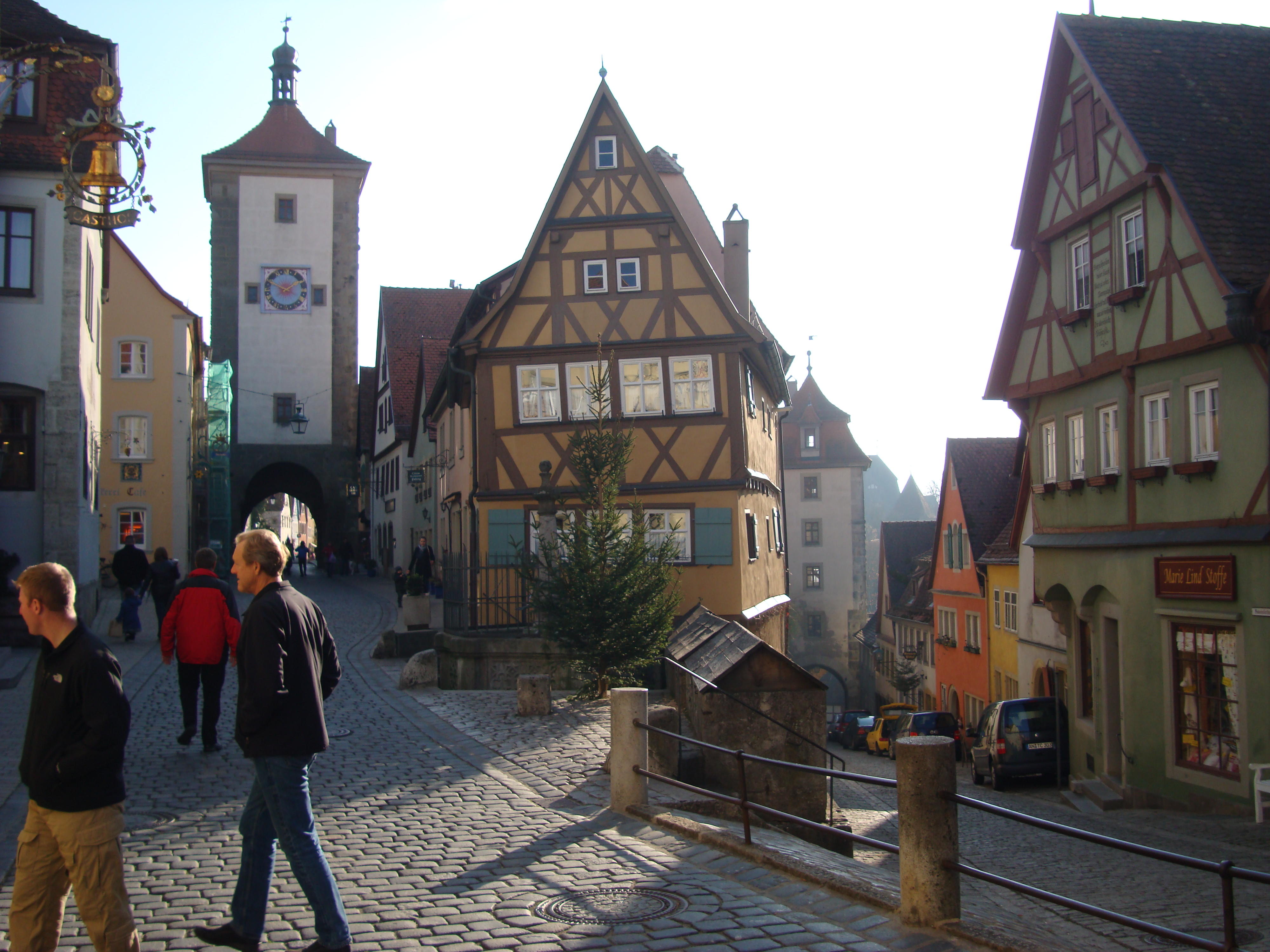
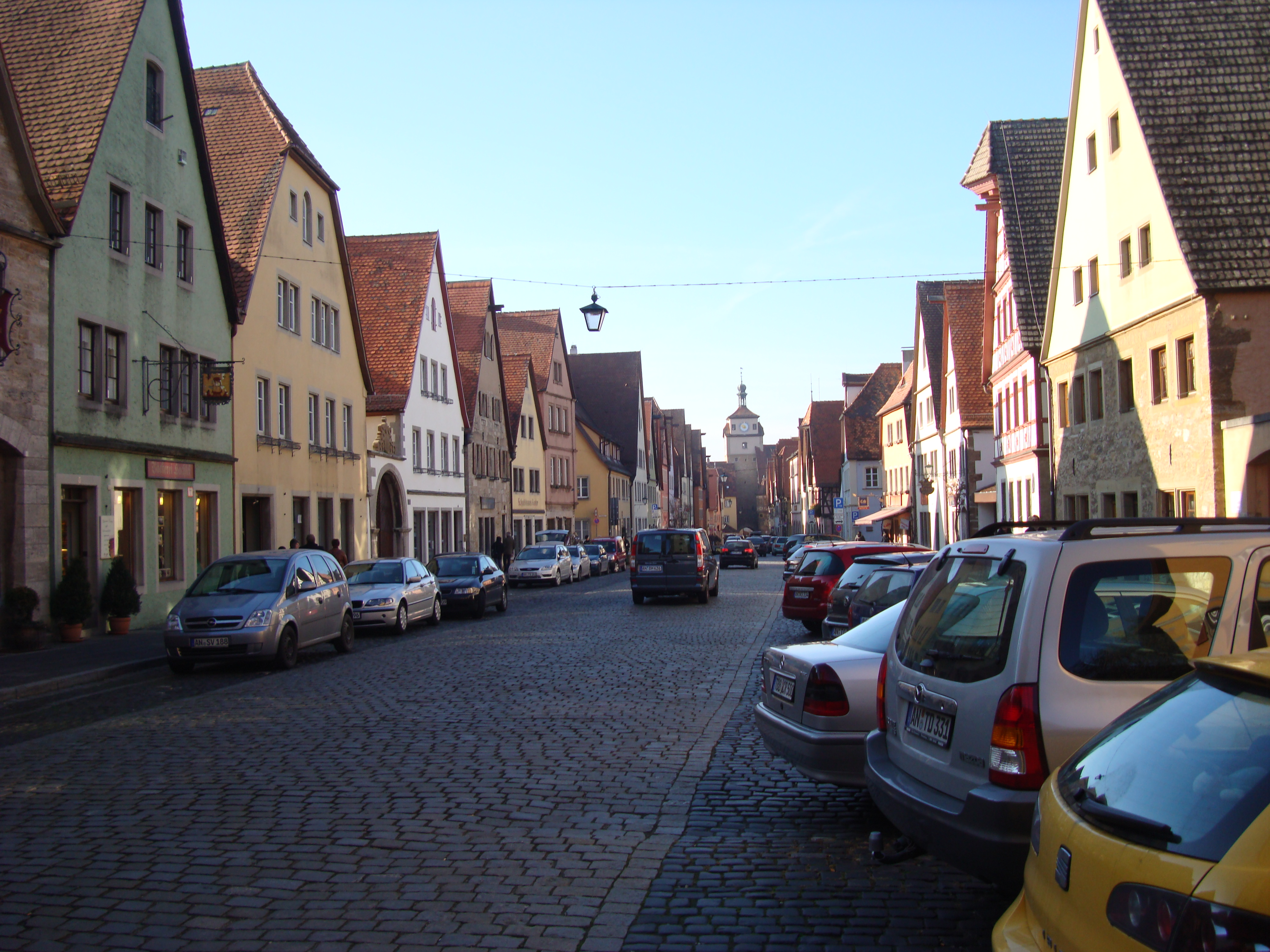